# Evangelische Kirche Walburg

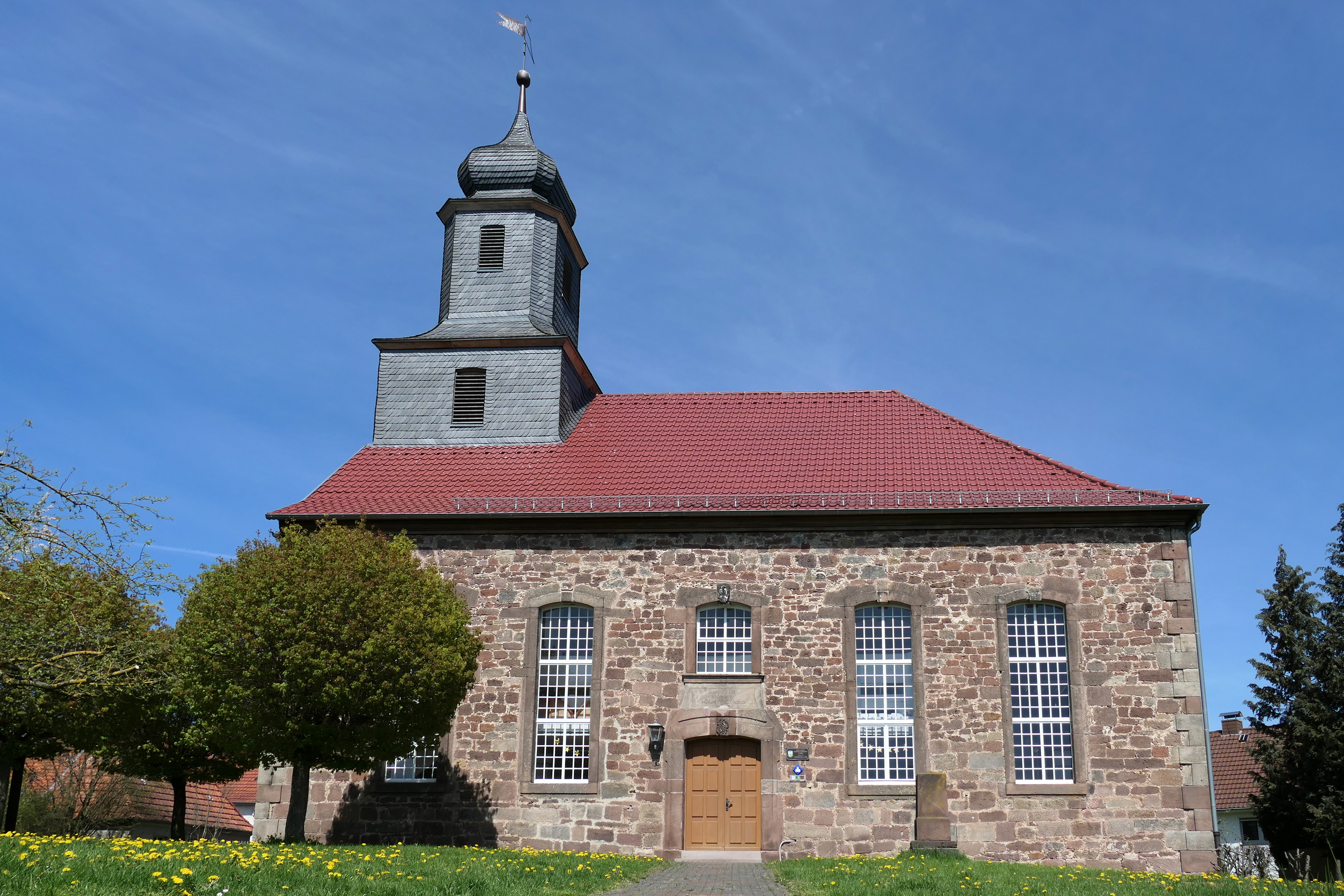
Ansicht von Süden

Die in der Mitte der zweiten Hälfte des 18. Jahrhunderts errichtete Evangelische Kirche ist ein denkmalgeschütztes Gebäude im Ortsteil Walburg der Stadt Hessisch Lichtenau im nordhessischen Werra-Meißner-Kreis. Die Kirchengemeinde bildet mit den Gemeinden von Hausen, Küchen und Velmeden das Kirchspiel Walburg. Gemeinsam mit den Gemeinden des Kirchspiels Laudenbach gehört das Kirchspiel zum Gesamtverband der evangelischen Kirchengemeinden „Am Meißner“ innerhalb der Evangelischen Kirche von Kurhessen-Waldeck im Sprengel Kassel.

## Geschichte
Erstmals urkundlich erwähnt wurde Walburg 1229 als „villam Walberge“ in einem Güterverzeichnis des Klosters Kaufungen. Es wird angenommen, dass das Kloster Initiator der Gründung Walburgs und Lehensherr im Ort war, bis es im Jahr 1527, nach der Einführung der Reformation in der Landgrafschaft Hessen, aufgehoben wurde. Auch die ehemalige mit Wall und Mauern befestigte Kirche soll von einer Äbtissin aus Kaufungen im 13. Jahrhundert erbaut worden sein.

## Gebäude
An der gleichen Stelle wie ihr Vorgängerbau erhebt sich auf einer Anhöhe in der Ortsmitte die heutige Kirche. Die alte war in der Mitte des 18. Jahrhunderts durch ein Gewitter beschädigt worden und war danach so baufällig, dass die Glocken vom Turm geholt und der Turm abgebrochen werden musste. Das neue Gebäude wurde nach den Plänen von Johann Friedrich Jussow in den Jahren 1773 und 1774 errichtet. Jussow (* 1701; † 1779 in Kassel) war zuletzt Oberbaumeister unter den Landgrafen Wilhelm VIII. und Friedrich II. von Hessen-Kassel. Er entwarf für Walburg ein Gebäude aus bearbeiteten Sandsteinen, das durch einen gequaderten Eckverband akzentuiert wird. Die Langseiten werden durch hohe Rechteckfenster mit einem Segmentbogenschluss gegliedert. Das Mauerwerk bedeckt ein im Osten abgewalmtes Satteldach. Auf der westlichen Giebelseite sitzt ein Dachreiter auf. Die Wetterfahne trägt die Jahreszahl 1773.
Das Kircheninnere ist ein schlichter Saal, der den damaligen Anforderungen an eine auf die Wortverkündigung ausgerichteten protestantischen Predigtkirche entsprach. Der Innenraum mit einer dreiseitig umlaufenden Empore wird von einer Muldendecke geschlossen. Zu den bemerkenswerten Ausstattungsgegenständen gehören die Orgel aus den Jahren von 1830 bis 1840, das originale Gittergestühl mit integrierter Kanzel sowie der gotische Taufstein in Kelchform und mit einem Liliendekor. Als erwähnenswert gelten auch die Grab- oder Gedenksteine auf dem ehemals von einer Mauer umschlossenen Kirchhof.
Wegen ihrer künstlerischen, geschichtlichen und städtebaulichen Bedeutung ist die Kirche ein geschütztes Kulturdenkmal. Im Denkmalverzeichnis des Landes Hessen hat sie die Nummer 41026.

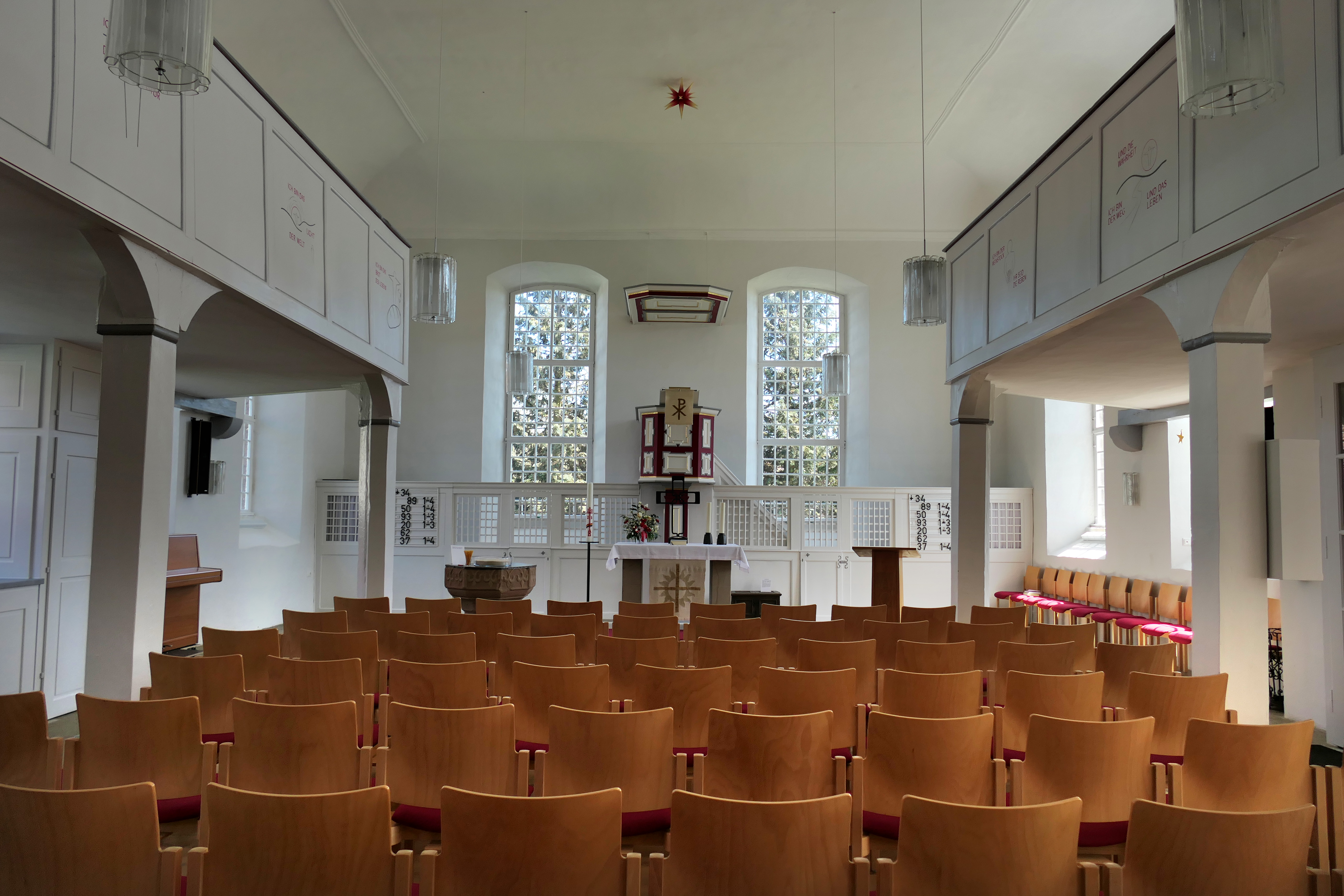
Der Kirchensaal
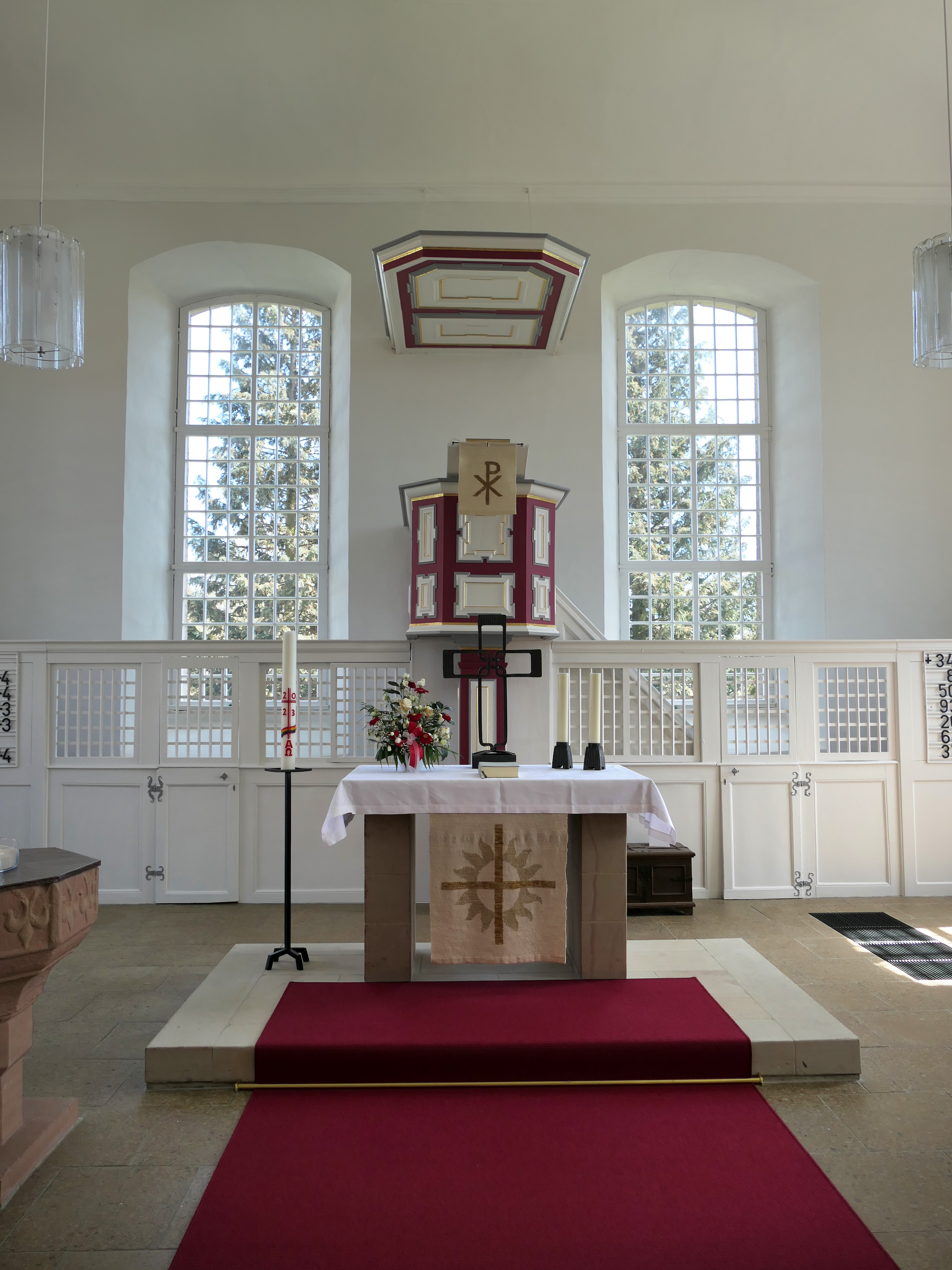
Die Kanzel hinter dem Altar
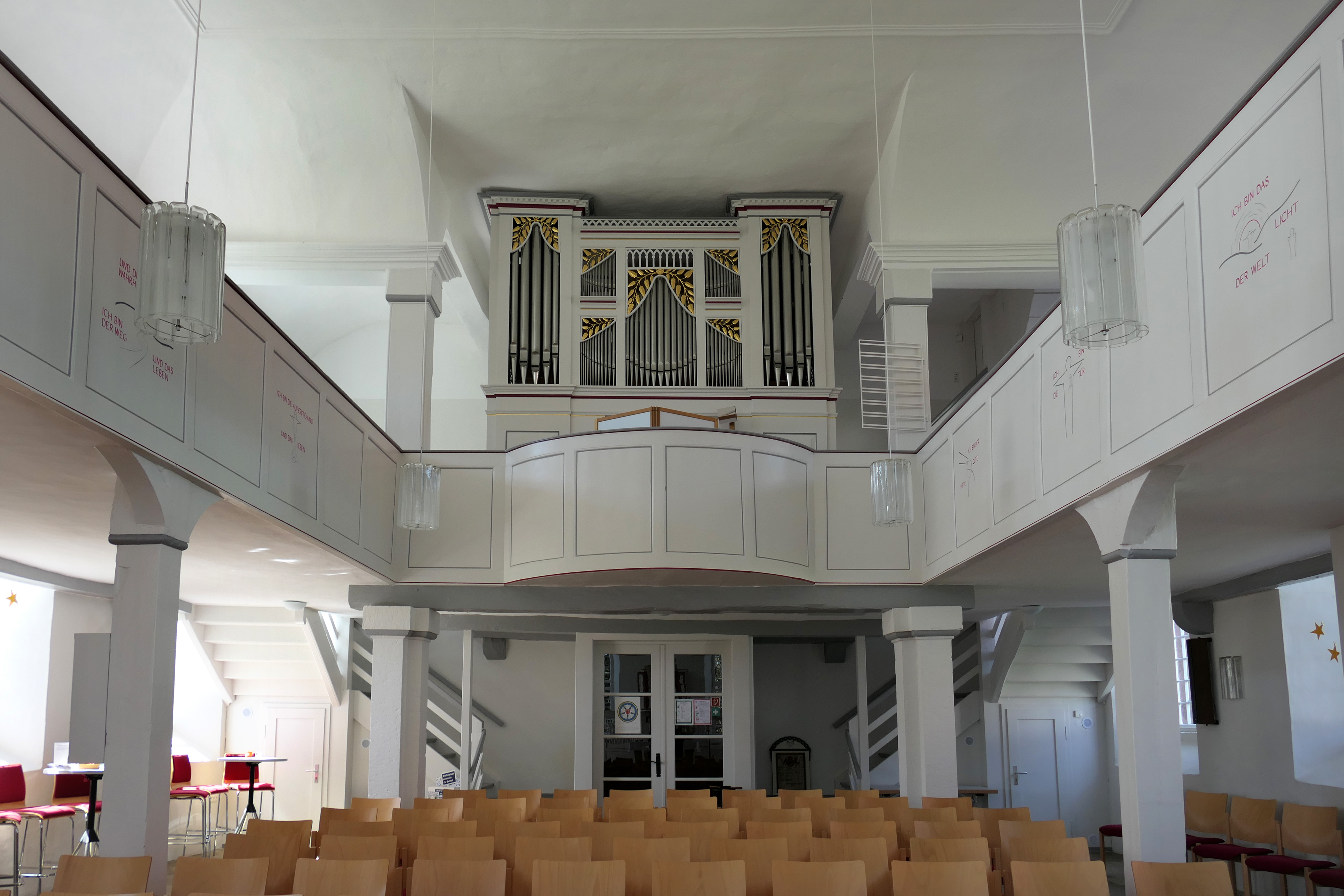
Die Orgel auf der dreiseitig umlaufenden Empore

## Radwegekirche
Seit April 2023 hat das Walburger Gotteshaus den Status einer Radwegekirche. Walburg liegt am Herkules-Wartburg-Radweg, der von Kassel bis nach Eisenach führt. Für Radtouristen und Besucher ist die Kirche im Jahresverlauf bis zum Dezember tagsüber geöffnet.